# Eriospermum juttae
Eriospermum juttae är en sparrisväxtart som beskrevs av Moritz Kurt Dinter. Eriospermum juttae ingår i släktet Eriospermum och familjen sparrisväxter.
Artens utbredningsområde är Namibia. Inga underarter finns listade i Catalogue of Life.